# Regola del prodotto
Nell'analisi matematica, la regola del prodotto o regola di Leibniz è una regola di derivazione che nella sua forma generale permette di calcolare qualsiasi derivata prima del prodotto di {\displaystyle k} funzioni {\displaystyle f_{i},} con {\displaystyle i=1,\ldots ,k,} tutte derivabili:
{\displaystyle {\frac {d}{dx}}\left[\prod _{i=1}^{k}f_{i}(x)\right]=\sum _{i=1}^{k}\left({\frac {d}{dx}}f_{i}(x)\prod _{j\neq i}f_{j}(x)\right)=\left(\prod _{i=1}^{k}f_{i}(x)\right)\left(\sum _{i=1}^{k}{\frac {f'_{i}(x)}{f_{i}(x)}}\right).}

## Enunciato semplice
La derivata prima del prodotto di due funzioni derivabili in {\displaystyle x} è uguale al prodotto della prima per la derivata della seconda più il prodotto della seconda funzione per la derivata della prima, che nella notazione di Lagrange si esprime:
{\displaystyle \left[g(x)f(x)\right]'=f'(x)g(x)+f(x)g'(x).}

## Dimostrazione
Applicando la definizione di derivata ed ipotizzando le funzioni {\displaystyle f(x)} e {\displaystyle g(x)} derivabili in {\displaystyle x}:
{\displaystyle [f(x)g(x)]'=\lim _{h\to 0}{\frac {f(x+h)g(x+h)-f(x)g(x)}{h}}.}
Ora sottraiamo e sommiamo la quantità {\displaystyle f(x+h)g(x)}:
{\displaystyle \lim _{h\to 0}{\frac {f(x+h)g(x+h)-f(x+h)g(x)+f(x+h)g(x)-f(x)g(x)}{h}}.}
Raccogliendo {\displaystyle f(x+h)} e {\displaystyle g(x)} si ottiene
{\displaystyle \lim _{h\to 0}f(x+h)\left[{\frac {g(x+h)-g(x)}{h}}\right]+\lim _{h\to 0}g(x)\left[{\frac {f(x+h)-f(x)}{h}}\right].}
Siccome le funzioni {\displaystyle f(x)} e {\displaystyle g(x)} sono, per ipotesi, derivabili in {\displaystyle x}, quindi è qui anche continua sia {\displaystyle \lim _{h\to 0}f(x+h)=f(x)}che {\displaystyle \lim _{h\to 0}g(x+h)=g(x)}. Si conclude che:
{\displaystyle \lim _{h\to 0}{\frac {g(x+h)-g(x)}{h}}=g'(x),}
{\displaystyle \lim _{h\to 0}{\frac {f(x+h)-f(x)}{h}}=f'(x),}
e quindi:
{\displaystyle f(x)g'(x)+f'(x)g(x),}
come volevasi dimostrare.

## La scoperta di Leibniz
La scoperta di questa regola è stata attribuita al matematico Gottfried Leibniz - da cui il nome - che la dimostrò utilizzando il differenziale, utilizzando una sua particolare notazione, come di seguito riportata, in cui {\displaystyle f(x)} e {\displaystyle g(x)} sono due funzioni di {\displaystyle x}. Allora il differenziale di {\displaystyle fg} è
{\displaystyle d(fg)=(f+df)(g+dg)-fg=f(dg)+g(df)+(df)(dg).}
Siccome il termine {\displaystyle (df)(dg)} è "trascurabile" in quanto differenziale del second'ordine, Leibniz concluse che
{\displaystyle d(fg)=f(dg)+g(df).}
Questo è identico alla forma differenziale della regola del prodotto. Se si divide entrambi per il differenziale {\displaystyle dx}, si ottiene
{\displaystyle {\frac {d}{dx}}(fg)=f\left({\frac {dg}{dx}}\right)+g\left({\frac {df}{dx}}\right)}
che corrisponde nella notazione di Lagrange a:
{\displaystyle (fg)'=fg'+f'g.}

## Funzioni costanti
Un caso particolare notevole è la derivata di una funzione {\displaystyle f(x)} per una costante {\displaystyle k}:
{\displaystyle D\left[kf(x)\right]=k\cdot f'(x)+k'\cdot f(x),}
ma {\displaystyle k'=0} essendo derivata di una costante allora, per l'annullamento del prodotto, rimane solo il primo termine; quindi
{\displaystyle D\left[kf(x)\right]=kf'(x).}

## Generalizzazioni

### Prodotto multiplo
La regola può essere generalizzata anche per una collezione di {\displaystyle n} funzioni derivabili, {\displaystyle f_{1},\ldots ,f_{k}}, e dimostrabile con un processo simile a quello già visto ottenendo la regola generale:
La derivata del prodotto di n funzioni è uguale alla sommatoria di n addendi ognuno dei quali contenente la derivata dell'n-esima funzione e le restanti non derivate.
{\displaystyle (f_{1}(x)f_{2}(x)\cdots f_{n}(x))'=f_{1}'(x)f_{2}(x)\cdots f_{n}(x)+f_{1}(x)f_{2}^{\prime }(x)\cdots f_{n}(x)+\cdots +f_{1}(x)f_{2}(x)\cdots f_{n}^{\prime }(x),}
più succintamente introducendo la produttoria e considerando le funzioni {\displaystyle {f_{j}(x)}} prive di zeri:
{\displaystyle {\frac {d}{dx}}\prod _{i=1}^{k}f_{i}(x)=\sum _{j=1}^{k}{\frac {f'_{j}(x)}{f_{j}(x)}}\prod _{i=1}^{k}f_{i}(x).}

#### Applicazione polinomiale
Dall'applicazione della precedente si può dimostrare per induzione che
{\displaystyle {d \over dx}ax^{n}=nax^{n-1},}
per {\displaystyle n} intero positivo: {\displaystyle x^{n}} è una produttoria di {\displaystyle n} funzioni uguali tutte uguali a {\displaystyle x}, per cui, per la generalizzazione, si otterrà una sommatoria di {\displaystyle n} elementi tutti uguali tra loro:
{\displaystyle n{\frac {x'}{x}}x^{n}=nx^{n-1}\cdot x'.}
Applicando ora l'ipotesi induttiva del principio di induzione per {\displaystyle x'} e ricordando che {\displaystyle x=x^{1}}, possiamo scrivere:
{\displaystyle nx^{n-1}\cdot x'=nx^{n-1}\cdot (1\cdot x^{1-1})=nx^{n-1}\cdot x^{0}.}
Il risultato segue ricordando che {\displaystyle x^{0}=1.}

### Derivate successive
Le derivate successive {\displaystyle n}-sime del prodotto di due funzioni sono:
{\displaystyle {\frac {d^{n}}{{dx}^{n}}}f(x)g(x)=\sum _{k=0}^{n}{n \choose k}f^{(n-k)}(x)g^{(k)}(x),}
dove {\displaystyle {n \choose k}} indica il coefficiente binomiale.

#### Applicazione polinomiale
Proviamo a derivare due volte la funzione {\displaystyle x^{3}e^{x}}, usando il fatto che la derivata di {\displaystyle e^{x}} è sempre uguale a sé stessa.
{\displaystyle {\begin{aligned}D^{(2)}[x^{3}e^{x}]&={2 \choose 0}6xe^{x}+{2 \choose 1}3x^{2}e^{x}+{2 \choose 2}x^{3}e^{x}\\&=1\cdot 6xe^{x}+2\cdot 3x^{2}e^{x}+1\cdot x^{3}e^{x}\\&=6xe^{x}+6x^{2}e^{x}+x^{3}e^{x}.\end{aligned}}}
Per quanto riguarda la derivazione di una funzione a esponente naturale:
{\displaystyle {d^{n} \over dx^{n}}x^{a}={\frac {a!}{(a-n)!}}x^{a-n}.}